# フレードリク・ブルースタ
フレードリク・ブルースタ（ノルウェー語: Fredrik Brustad、ノルウェー語: [ˈfreːdrɪk ˈbrʉːstɑ]、1989年6月22日 - ）は、ノルウェーのサッカー選手。ノルウェー代表。ポジションはFW。

## クラブ歴
オスロ生まれ。地元のウレルンIF、FKリンの下部組織に在籍した。その後渡米、ステッソン大学に在籍した。
2011年8月にエリテセリエンのスターベクIFに加入。21日に初出場。2012年4月22日に初得点。5月29日に疾走から2得点をあげて、シーズン初勝利。40メートルを自己ベスト4.57秒を持つ彼の得点に関して監督のペテル・ベルスヴィクは「彼の40m走に勝つには20mのハンデが欲しいよ」と述べた。
2015年1月に3年契約でAIKソルナに移籍。翌年、モルデFKに移籍した。2018年夏にハミルトン・アカデミカルFCに期限付き移籍した。2018-19シーズン末までの期限付き移籍であったが、2019年1月にモルデ側の意向で打ち切られた。同月11日に3年契約でミェンダーレンIFに移籍 。

## 代表歴
2014年8月27日に行われたアラブ首長国連邦代表との親善試合にノルウェー代表として出場した。

## 私生活
兄のヒェティル・ヴェーレルもノルウェー代表のサッカー選手。